# Mirosław Rydzak
Mirosław Rydzak (ur. 31 stycznia 1955 w Wojcieszowie) – polski rzeźbiarz i malarz. Rzeźbi w drewnie barwionym, kamieniu, metalu, ceramice, również rysuje. Po ukończeniu ASP w Gdańsku w 1995 r. otrzymał on tytuł doktora rzeźby ASP im. Jana Matejki w Krakowie.

## Wystawy

### Indywidualne
- 1985 — Galeria MOK, Stalowa Wola
- 1986 — Galeria WDK, Tarnobrzeg
- 1987 — Galeria TPSP, Lublin

– Galeria MOK, Baranów Sandomierski
- 1991 — Galeria MPiK, Lublin
- 1992 — Plenerowa Wystawa Rzeźby, Ossala
- 1993 — Galeria "ES", Kraśnik

– Galeria BWA, Sandomierz
- 1995 — Galeria TPSP, Lublin School District

– Perham (USA) School District, New York Mills, USA
– La Griffe Gallery, Liège, Belgia
– ASP Gallery, Krakow
- 1995 — School District, Perham, USA

– School District, New York Mills, USA
- 1996 — Muzeum, Nysa
- 1997 — Meadow Studio, Ragdale, Lake Forest, IL, USA

– Horton Cottage Studio, Dorland Mountain, Temecula, CA, USA
- 1998 — Galeria BWA, Sandomierz

– Boat House, Blue Mountain, NY, USA
- 1999 — VA9 Studio, Virginia Arts Center, USA

– Galeria SW, Brzeg Nad Odrą
– Galeria Filharmonii w Opolu
- 2000 — Montana Artists Refuge, Basin, MT. USA
- 2001 — Dorland Mountains Art Colony, Temecula, CA. USA
- 2001 — Skulski Art Gallery, Clark, NJ. USA
- 2002 — Wystawa towarzyszaca Prezentcji Domu Otwartego, Spring Grove IL. USA
- 2003 — Dni Kultury Polskiej, Wright College Exhibition Hall, Chicago, IL. USA,
- 2004 — Wystawa towarzyszaca Prezentcji Domu Otwartego, Spring Grove IL. USA
- 2008 — Wystawa towarzyszaca Prezentcji Domu Otwartego, Spring Grove IL. USA

### Wystawy zbiorowe w Polsce
- 1985 — “Przedwiośnie”, BWA Kielce
- 1986 — Środowiskowy Przegląd Plastyki Profesjonalnej –  BWA Sandomierz

– Triennale Rzeźby Portretowej, Sopot
- 1987 — “Przedwiośnie”, Kielce

– Przegląd Plastyki „Wiosna 87”, TPSP Lublin
– VI Biennale Małych Form Rzeźbiarskich, Poznań
- 1988 — Pokonkursowa wystawa projektów pomnika Generała W. Sikorskiego, ZPAP Rzeszów

– Ogolnopolska Wystawa „ Arsenał”, Warszawa
– „Nadmorskie Spotkania Mlodych” BWA, Sopot
- 1989 — Rzeźba Roku, BWA Lublin

– II Triennale Rzeźby  Portretowej, Gdansk
– Biennale Małych Form Rzeźbiarskich, BWA, Poznań
- 1993 — Salon Sztuki Wschodniej, BWA, Lublin
- 1994 — Artyści UMCS, Zamek w Lublinie

– III Wystawa Sztuki "Porównania", BWA, Sandomierz
- 1995 — Early Spring, BWA, Kielce

– IV Wystawa Sztuki "Porównania", BWA, Sandomierz
– Wschodni Salon Sztuki, BWA, Lublin
- 1996 — Wystawa Rzeźby i Rysunku IWA UMCS, BWA, Lublin

– Artyści Lubelscy – Forum Sztuki Współczesnej im W. Lutosławskiego, Lublin
– V Wystawa Sztuki "Porównania", BWA, Sandomierz
– Integracyjne Sympozjum Artystów, Kamieniec Ząbkowicki,
– Rzeźba, Ceramika, Malarstwo, BWA, Opole
– Rzeźba, Ceramika, Malarstwo, Muzeum, Nysa
- 1997 — Triennale  Plastyki "SACRUM", BWA, Częstochowa

– II Lubelskie Forum „Sztuka – Edukacja”, Lublin
– Prezentacja, Edukacja, Inspiracja Ł.O.K., Łuków
- 1998 — Dante w Polsce – Rzeźby z Biennale Sztuki Dantego 1973-1996, Warszawa

– II Lubelskie Forum Sztuki Współczesnej im W. Lutosławskiego, Filharmonia, Lublin
- 1999 — Grafika, Rysunek, Rzeźba – Artyści IWA – UMCS –  Galeria Współczesna, Pulawy

– III  Lubelskie Forum Sztuki Współczesnej im W. Lutosławskiego, Filharmonia, Lublin
– Malarstwo, Rysunek, Rzeźba –  Galeria Plafon, Wrocław
– Malarstwo, Rysunek, Rzeźba, Grafika –  Galeria Oko, Oława
– Artyści UMCS  –  Centrum Falenty, Warszawa
– Artyści Wydziału Artystycznego, UMCS – Muzeum w Nysie
– Wystawa malarstwa i rzeźby „Z pracowni i Pleneru” – Galeria BWA, Sandomierz
– Wschodni Salon Sztuki, BWA, Lublin
- 2000 — Artyści Polski Południowo-Wschodniej 1950-2000 BWA, Rzeszów

### Wystawy zbiorowe za granicą
- 1988 — Salon Wschodnio-Europejskiej Miniatury – Rotterdam, Holandia
- 1989 — IV Coroczna Międzynarodowa Wystawa Miniatury Artystycznej, Toronto, Kanada
- 1990 — 5th Coroczna Wystawa Miniatury Artystycznej , Toronto, Kanada
- 1992 — Salon "Les mains d'Or Fountaines sur Saône de Lyon", Francja

– X Międzynarodowe Biennale Internationale – del Bronzetto Dantesco, Ravenna Włochy
- 1993 — Rzeźba Plenerowa, Debreczyn, Węgry
- 1994 — Eurosculpture – Sympozjum i wystawa, Carhaix, Francja

– XI Międzynarodowe Biennale Internationale – del Bronzetto Dantesco, Ravenna, Włochy
– Salon "Les mains d'Or" Fountaines sur Saône de Lyon, Francja
- 1995 — Międzynarodowe Sympozjum i Wystawa Rzeźby w Kamieniu, Truskawiec, Ukraina
- 1996 — Międzynarodowe Sympozjum Rzeźby w Kamieniu, Sprimont, Belgia
- 1996 — Sympozjum i wystawa rzeźby – Fontaines sur Saône de Lyon, Francja
- 1997 — Dante w Polsce Dante w Polsce – Rzeźby z Biennale Sztuki Dantego 1973-1996

– Ravenna 1973-1996, Italy, prezentacja w Warszawie
- 1998 — Dante w Polsce – sculptures from Biennial of Dante, Roma, Włochy
- 2002 — Festiwal Sztuki Etnicznej, Evanston IL, USA
- 2002 — 68-ma wystawa Klubu Sztuki Polskiej, Polish Muzeum Polskie w Ameryce, Chicago, IL, USA
- 2003 — 69-ta wystawa Klubu Sztuki Polskiej, Polish Muzeum Polskie w Ameryce, Chicago, IL, USA
- 2003 — XVI coroczny Festiwal Sztuki, Long Grove IL, USA
- 2003 — Conservation of Sculpture and Objects Studio –  wystawa na otwarcie sezonu, Oak Park, USA
- 2004 — Conservation of Sculpture and Objects Studio – wystawa na otwarcie sezonu, Oak Park, IL, USA
- 2006 — “Na Ratunek” – Aukcja dzieł sztuki –  Polskie Muzeum w Ameryce, Chicago, IL, USA
- 2006 — “Wystawa Polskich Artystów w Chicago” – Hortex  Cafe, Chicago, IL, USA
- 2010 — "Moj swiat w strukturach czasu i przestrzeni”, Wystawa Jubileuszowa, Biblioteka Publiczna Wauconda, Wauconda, IL, USA
- 2011 — "Moj swiat w strukturach czasu i przestrzeni”,wystawa jubileuszowa, International, Millennium Art Academy, McHenry, IL, USA
- 2011 — Aukcja Charytatywna, Centrum Sportowe  YMCA, Lake Zurich, IL, USA

## Artykuły i publikacje
- 1986 — "Ekspresjonista mistyczny – August Zamoyski", Sztuka Nr 2, Warszawa
- 1995 — "Eden Twórczy”, Wiadomości Uniwersyteckie Nr  5/6, Lublin
- 1996 — "Pojechałem aby Tworzyć”, Wiadomości Uniwersyteckie Nr 2, Lublin

– "III Sympozjum Rzeźbiarskie we Francji", Wiadomości Uniwersyteckie Nr. 5/6
– "Bylem Uczniem Adama Smolany – Wspomnienia" in Sztuka Nr 2, Warszawa
- 1997 — "Gdy kamień nabiera życia”, Wiadomości Uniwersyteckie Nr 1/2, Lublin

– "Spod Skrzydeł Anioła", Wiadomości Uniwersyteckie Nr 5/6, Lublin
- 1998 — "From Under Angel's Wings"in "Newsletter" Temecula USA

– "Moj swiat w strukturach czasu i przestrzeni” cz. I, wydawnictwo UMCS, Lublin
– "U podnóża Blue Mountain", Wiadomości Uniwersyteckie Nr 6, Lublin
- 1999 — “Idee Twórcze Augusta Zamoyskiego” w "Edukacja Artystyczna", wydawnictwo, UMCS Lublin

– "Moj swiat w strukturach czasu i przestrzeni” cz. II, wydawnictwo UMCS, Lublin
- 2000 — “Virginia – Zranione Serce Ameryki”, Wiadomości Uniwersyteckie Nr 3/4, Lublin
- 2002 — „Oczyszczenie w ogniu”,  Wiadomości Uniwersyteckie Nr 5/4, Lublin

## Granty, nagrody i wyróżnienia
- 1984 — III Nagroda  Ogólnopolskiego Konkursu  "Moniuszko in Fine Arts", Wałbrzych, Polska
- 1988 — I Nagroda Konkursu “Wiosna 87” Competition, Lublin, Poland
- 1988 — Nagroda Wojewody Tarnobrzeskiego, Sandomierz, Polska
- 1988 — Realizacja – Konkurs na Rzeźbę Parkowa, Sandomierz, Polska
- 1989 — Nagroda Rektorska, UMCS, Lublin
- 1992,94 — Dyplom Honorowy i Medal Brązowy, Salon "Les mains d'Or", Marseillan Francja
- 1995 — Stypendium na Odosobnienie Twórcze, Regional Cultural Center, New York Mills, MN. USA
- 1996 — Zloty Medal, International Salon "Les Mains d'Or" ,Fontaines sur Saône de Lyon, Francja
- 1997–99 — Grant Współpracy Naukowej KBN , Warszawa
- 1997 — Stypendium na  Pobyt w Rezydencji Artystycznej – Dorland Mountain Arts Colony, Temecula, CA, USA
- 1998 — Stypendium Ragdale Foundation na Pobyt Artystyczno-Twórczy, Lake Forest, IL, USA
- 1998 — Stypendium na  Pobyt w Rezydencji Artystycznej – Blue Mountain Lake Arts Colony, NY, USA
- 1999 — Stypendium na  Pobyt w Rezydencji Artystycznej – Virginia Center for the Creative Arts Sweet Briar, VA, USA
- 2000 — Stypendium na  Pobyt w Rezydencji Artystycznej Montana Artists Refuge, Basin, MT, USA
- 2001 — Stypendium na  Pobyt w Rezydencji Artystycznej Dorland Mountain Arts Colony, Temecula, CA, USA